# هو وليامز
هو وليامز (بالإنجليزية: Huw Williams)‏ هو لاعب كرة قدم ومدرب رياضي بريطاني، ولد في 20 نوفمبر 1960 في Porthmadog ‏ في المملكة المتحدة.